# Niels-Peter Mørck
Niels-Peter Wilhelm Mørck (* 28. April 1990 in Padborg) ist ein dänischer Fußballspieler.

## Geburt und Kindheit
Niels-Peter Mørck wurde 1990 in Padborg, einem Ort an der Grenze zu Deutschland, geboren. Aufgewachsen ist er ebenfalls in der Grenzregion.

## Karriere
Mørck begann mit dem Fußballspielen kurz hinter der Grenze in Deutschland, als er dem Nachwuchs des unterklassigen Klubs Flensburg 08 beitrat. Danach spielte er in Dänemark für Aabenraa BK und SUB Sønderborg. Im Alter von 15 Jahren wechselte er zu Esbjerg fB. Nach seiner ersten SAS-Liga-Saison, in der er zu zwei Spielen gekommen war, ging er in die 2. Division Vest zu Varde IF.
In der Winterpause der Saison 2011/12 ging Mørck zum VfB Germania Halberstadt, der in der viertklassigen Regionalliga spielt. Am 21. März 2012 gab er sein Debüt beim 1:1 am 19. Spieltag der Regionalliga Nord bei der Zweitvertretung des VfL Wolfsburg, als er zu Beginn der zweiten Halbzeit für Nicolas Warz eingewechselt wurde. Auch wegen Verletzungen kam er zu lediglich acht Einsätzen. Am 27. April 2013 erzielte er sein erstes Tor für Germania Halberstadt am 26. Spieltag der Regionalliga 2012/13, mittlerweile in der Nordost-Staffel, im Spiel gegen den TSG Neustrelitz in der Nachspielzeit mit dem Treffer zum 1:1-Endstand. In dieser Saison kam er auf 19 Einsätze (zwei Tore), allerdings war er auch weiterhin von Verletzungen geplagt. In der neuen Saison kam er auf 23 Einsätze und war in einigen Spielen Mannschaftskapitän. Am 19. April 2014 spielte er letztmals für die Halberstädter beim 4:0-Sieg am 25. Spieltag im Auswärtsspiel beim ZFC Meuselwitz in der Anfangsformation; nach 19 Minuten wurde er durch Dennis Stojanovic Fredin ersetzt. Für den Rest der Saison fiel er wegen Pfeifferschen Drüsenfiebers aus. Nach zweieinhalb Jahren Vereinszugehörigkeit verließ er den Klub.
Am 19. November 2014 unterschrieb Mørck einen Vertrag beim österreichischen Regionalligisten WSG Wattens. Seinen Einstand gab er am 21. März 2015 beim 1:0-Sieg am 18. Spieltag gegen den FC Bizau. Am 25. April 2015 markierte er sein erstes Tor für die WSG Wattens beim 1:1 am 23. Spieltag im Auswärtsspiel beim FC Hard. Am Ende der Saison hatte Mørck in zehn Einsätzen fünf Tore erzielt. In der folgenden Saison wurde er mit der WSG Wattens Meister der Regionalliga West und stieg in die zweite Liga auf. Nach der Saison 2016/17 verließ er die Wattener.
Im November 2017 wechselte er nach Italien zum fünftklassigen AC Virtus Bolzano, bei dem er einen bis Juni 2018 laufenden Vertrag erhielt.